# Perry Sheehan
Perry Sheehan, nata Margaret Sheehan (Chicago, 1912 – Chicago, 1998), è stata un'attrice statunitense.

## Biografia
Dopo il debutto nel cortometraggio One Wild Night del 1951, lo stesso anno Perry Sheehan è nel cast del film d'avventura Il falco di Bagdad di Lew Landers e nei successivi cinque anni prende parte a film quali Essi vivranno! di Richard Brooks (1953) e 12 metri d'amore di Vincente Minnelli (1953), oltre ad apparire in diverse pellicole nelle quali non viene accreditata.

## Filmografia
- One Wild Night, regia di Hal Yates (1951) - cortometraggio
- Il falco di Bagdad (The Magic Carpet), regia di Lew Landers (1951)
- Modelle di lusso (Lovely to Look At), regia di Mervyn LeRoy (1952) - non accreditata
- Washington Story, regia di Robert Pirosh (1952)
- You for Me, regia di Don Weis (1952)
- La ragazza della domenica (Everything I Have Is Yours), regia di Robert Z. Leonard (1952) - non accreditata
- Il bruto e la bella (The Bad and the Beautiful), regia di Vincente Minnelli (1952) - non accreditata
- Essi vivranno! (Battle Circus), regia di Richard Brooks (1953)
- I Love Melvin, regia di Don Weis (1953) - non accreditata
- Vita inquieta (The Girl Who Had Everything), regia di Richard Thorpe (1953) - non accreditata
- Fast Company, regia di John Sturges (1953) - non accreditata
- La sposa sognata (Dream Wife), regia di Sidney Sheldon (1953) - non accreditata
- A Slight Case of Larceny, regia di Don Weis (1953) - non accreditata
- Eroe a metà (Half a Hero), regia di Don Weis (1953) - non accreditata
- Fatta per amare (Easy to Love), regia di Charles Walters (1953) - non accreditata
- 12 metri d'amore (The Long, Long Trailer), regia di Vincente Minnelli (1953)
- Il principe studente (The Student Prince), regia di Richard Thorpe (1954) - non accreditata
- Athena e le 7 sorelle (Athena), regia di Richard Thorpe (1954) - non accreditata
- Donne... dadi... denaro! (Meet Me in Las Vegas), regia di Roy Rowland (1956) - non accreditata